# Szent Mamasz
Caesareai Szent Mamasz (Mamas, Mammas, Mammet) (görögül: Μάμας, Μάμαντος; franciául: Mammès; olaszul: Mamante; spanyolul: Mamés; {{portugálul|Mamede) (Kappadókia, 259 k. – Kappadókia, 275 k.) a 3. század egyik félig valódi, félig legendabeli gyermekvértanúja. Ceasareában végezték ki. Szülei, Theodotosz és Rufina szintén mártírhalált haltak.

## Élete
Mamasz szüleit, Theodotoszt és az állapotos Rufinát keresztény vallásuk miatt börtönözték be. A fogságban született meg gyermekük, aki szülei kivégzése után árván maradt. Egy Ammia nevű gazdag özvegyasszony nevelte föl, aki a fiú 15 éves korában meghalt. A fiatalember a  kereszténység tanításával foglalkozott, amiért letartóztatták, majd megkínozták, mert nem volt hajlandó megtagadni a hitét.
Később Mamaszt oroszlánok elé vetették, de sikerült megszelídítenie a vadállatokat. A mezőn élő állatoknak prédikált, és egy oroszlán vele is maradt társaként. Vele látogatta meg Alexander herceget, aki halálra ítélte őt. Gyomrába szigonyt döftek, Mamasz vérezve egy színház mellé vonszolta magát, majd lelkét az angyalok a mennybe vitték.

## Tisztelete
Mamasz kultuszának központja először Caesareában volt, majd a 8. századtól Langres-be (Franciaország) helyeződött át, amikor földi maradványait a városba szállították. A langres-i Szent Mamasz-katedrálist az ő tiszteletére emelték, Mamasz lett az egyházmegye fő védőszentje. Langres számos más vertanút tisztel szentjeként, akiket Marcus Aurelius végeztetett ki, mint például Speusippus, Eleusippus és Melapsippus.

### Tisztelete Libanonban
Szent Mamasz Libanonban is népszerű szent, számos templom és kolostor viseli a nevét. Ő a védőszentje Deir Mimas városának és a Zghartával szomszédos Kfarhatának. Ehdenben 749-ben épült a Szent Mamasz-templom, amely egyike a legrégebbi maronita templomoknak Libanonban. Baabdatban szintén található egy Szent Mamasz-templom, mely a 16. században épült.

### Tisztelete Görögországban
Görögországban számos temploma van Szent Mamasznak, illetve több város is viseli a nevét Halkidikín és Lakoníában.

### Tisztelete Cipruson
Egy ciprusi ikon Szent Mamaszt ábrázolja, amint egy oroszlánon lovagol, jobb kezében egy bottal, bal kezében egy báránnyal. A hagyomány szerint Mamasz remete volt, aki Morphou közelében egy barlangban élt. Egy alkalommal az oszmán hatóság letartóztatta, mert megtagadta az adófizetést. Amikor a török rendőrök a bíróság elé vezették, útjukba került egy oroszlán, amely egy bárányt üldözött. Mamasz szavával megállította az oroszlánt, magához hívta, majd a hátára ült, és így lovagolt be a bíróság elé karjaiban a báránnyal. Amikor a bíróság ezt a szokatlan jelenetet meglátta, szabadon engedte őt, és egész életére felmentette az adófizetés alól. Mamasz pedig a bírónak adta a bárányt ajándékul, és az adófizetők és állatok védőszentje lett.
A Szent Mamasz-templom egyike azon kevés templomoknak a megszállt Cipruson, amelyek saját szentjük ünnepnapján is működnek. A legtöbb szentélyt elpusztították azon a területen, vagy egyéb épületként, például istállóként hasznosították. Ciprus Limassol kerületében Ájosz Mámasz város viseli a szent nevét.

### Tisztelete Spanyolországban
A Santiago de Compostela felé tartó zarándokok vitték el Szent Mamasz kultuszát Spanyolországba.
Bilbaóban a Casa de la Misericordiában áll egy szobor, mely Mamaszt és az oroszlánt ábrázolja. Ez egykor San Mamés kolostora volt, jelenleg az ott működő kápolnában megtalálható a szent egyik ereklyéje, egy csont a koponyájából. Az Athletic Club 1913-ban megnyílt stadionját szintén a szent után San Mamés Stadionnak hívják, a klub játékosait pedig „San Mamés oroszlánjainak”. 2013-as felújítása óta, a stadion szintén Mamasz nevét viseli (San Mamés Barria).
Mamasz fejéről is úgy vélik, hogy a zaragozai Szent Mária Magdolna-templomban nyugszik. Tábarában szintén tisztelik őt Szent Balázs mellett.

### Tisztelete Olaszországban
Olaszország egyes területein, különösen a Milánó közelében fekvő Brianzában San Mamete tisztelői a szoptatós anyák, akik újszülöttjeik számára elegendő mennyiségű tejet remélnek a szenttől. Különleges szertartással kérik az anyák a szent segítségét, kenyeret és sajtot visznek a templom oltárára, majd a templomot elhagyva az ételt felajánlják az első személynek, akivel összetalálkoznak.